# ウドーンターニーラチャパット大学
ウドーンターニーラチャパット大学（英語: Udon Thani Rajabhat University、公用語表記: มหาวิทยาลัยราชภัฏอุดรธานี）は、ウドーンターニー県に本部を置くタイ王国の国立大学。1923年創立、2004年大学設置。大学の略称はUDRU。

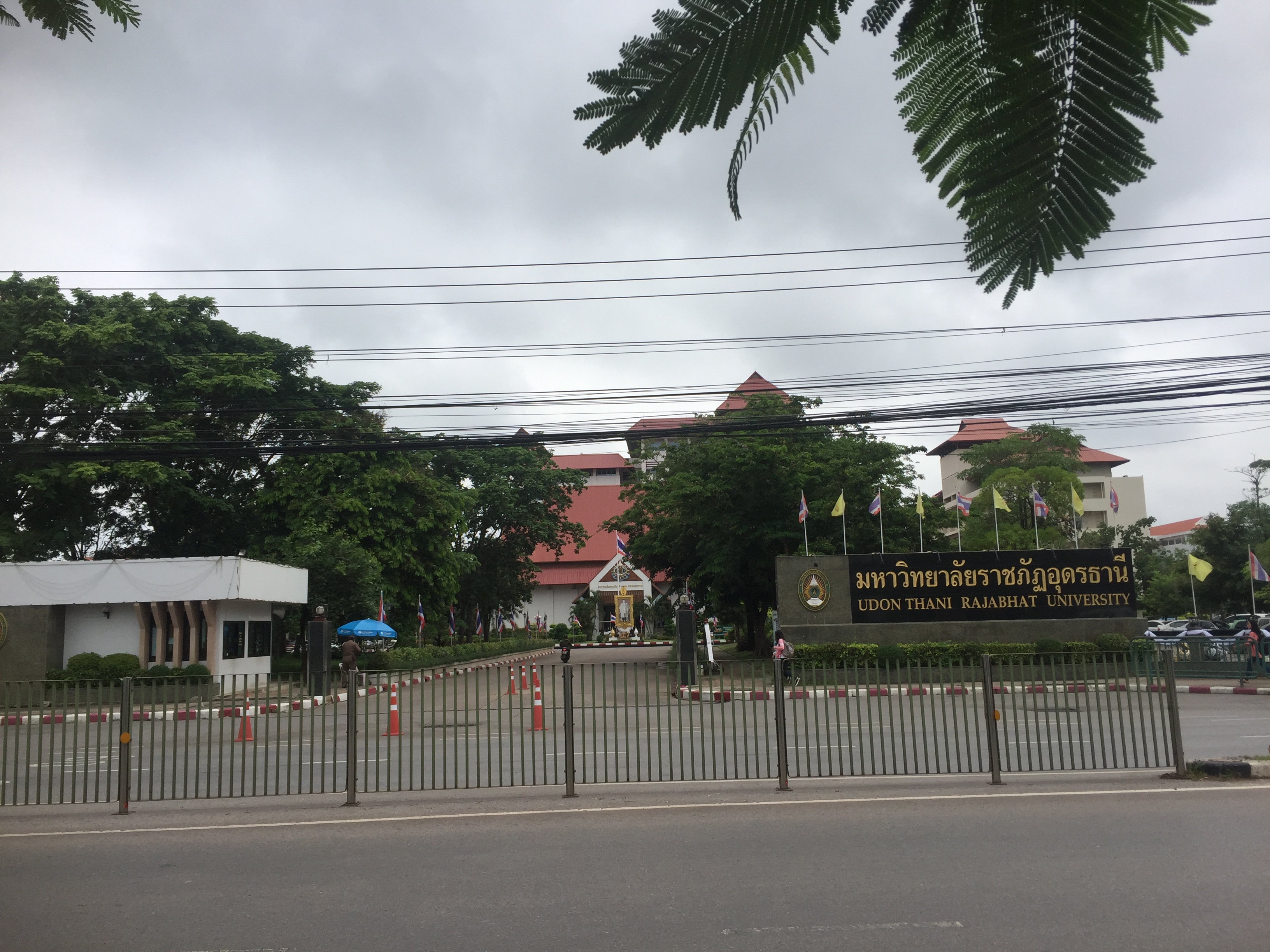

ウドーンターニー　ラチャパット大学（英語表記　UdonThani Rajabhat University　タイ語　มหาวิทยาลัยราชภัฏอุดรธานี(マハービタヤライラチャパットウドーンターニー）はタイ王国ウドーンターニー県ムアンウドーンターニー郡にある国立大学である。1923年に設置された。略称はUDRU。

## 概観
タイ王国ウドーンターニー県内唯一の国立の総合大学であるウドーンターニー　ラチャパット大学は、各分野での教員養成を中心に質の高い高等教育を提供している。
ウドーンターニー市内のメインキャンパス、市外のサンプラオキャンパス、ブンガン県にあるブンガンキャンパスの3つのキャンパスがある。
メインキャンパスの学生数は21425名（2012年度）で、他のキャンパスを合わせると3万名を超える学生がいる。
学部、修士課程、博士課程をもつ総合大学で、平日授業の学生だけでなく週末に行われている社会人教育にも力を入れている。

## 歴史
- 1923年11月1日 - ウドーンターニーラチャパット大学は「農業教員養成大学」として誕生し、地域の人を始め、他府県からも多くの人たちの学びの場となった。
- 1960年2月29日 - 名称を「ウドーンターニー教員大学」とし、今まで以上に質の高い教育が始まった。
- 1975年 - タイ王国の教育改革により、ウドーンターニー教員大学はタイ教育省の所管する大学となり、正式な学士号を授与できる大学となった。
- 1992年2月14日
  - プーミポンアドゥンラヤデート現国王陛下より「国王の民」という意味の「ラチャパット」という名前をタイ全土にある教育大学に授与された。
  - 同時に国王陛下の紋章も使うことを許された。
  - そして名前を「ラチャパット　インスティテュート」と改名し、学士号、修士号、博士号を授与できる総合大学となった。
- 2004年1月15日 - タイの大学法の改正に伴い、名前を「ウドーンターニー　ラチャパット大学」と改め、ウドーンターニー県で唯一の国立大学となり現在に至る。

## 教育
UDRUには5つの学部と9つの修士課程、2つの博士課程がある。

### 学部教育
- 教育学部
- 人文社会学部
- 経営科学部
- 理学部
- 工学部

### 修士課程
- 教育行政
- カリキュラムと指導
- 開発戦略
- 科学教育
- 経営管理（マーケティング）
- TESOL
- 農業資源と環境マネジメント
- 行政（地方自治体）
- 通信技術

### 博士課程
- 教育行政博
- 開発戦略

## 特徴的な学科
- 教育学部英語学科 - 非常に難易度が高く優秀な学生が集まっている。ほとんどの学生が高校時代の評定3.8（4点満点中）程度で、入試の実質倍率は約20倍である。
- 教育学部体育学科 - サッカー、ムエタイなどを中心とした運動系の学生が在籍している。
- 教育学部タイダンス - タイの伝統的なダンスの教員を目指している学生が所属している。
- 人文社会イサーンアート - タイ東北部（イサーン地方）の独特のダンスやアートを学んでいる。
- 工学部農学科 - サンプラオキャンパスに広大な実験農場を持ち、地域の農家とともに品種改良等に取り組んでいる。